# Race Imboden
Race Imboden, né le 17 avril 1993 à Tampa, est un escrimeur américain gaucher spécialiste du fleuret et un mannequin.

## Biographie
Imboden naît à Tampa d'une mère d'origine anglaise et d'un père producteur pour CNBC. Son prénom, Race, est un hommage au personnage de Race Bannon dans le dessin animé Jonny Quest. Il commence le sport par le BMX, puis se met à l'escrime à l'âge de huit ans, sur les conseils d'un inconnu qui l'a vu jouer au samouraï dans un parc. Ses parents déménagent à Park Slope, New York en 2002. Il commence alors sérieusement son entraînement au club d'escrime situé en face de chez lui. En 2004, il rejoint le Fencer’s Club à Manhattan, où Jed Dupree devient son coach. Il effectue sa scolarité à la Dwight School, une école privée de l'Upper West Side qui encourage sa carrière sportive. À seize ans, il se qualifie pour sa première compétition internationale et remporte la médaille de bronze aux championnats du monde cadets (moins de 17 ans) en 2010. En 2011, il renonce à aller à l'Université Notre-Dame et prend une année sabbatique pour s'entraîner.
Double champion panaméricain individuel et par équipe en 2011 et 2012, il se classe huitième aux championnats du monde d'escrime 2011 à Catane et a pris part à ses premiers Jeux olympiques à Londres en 2012. En 2013, il remporte la Coupe de La Havane, son premier titre de Coupe du monde. Son meilleur classement FIE est quatrième début décembre 2011. En mai 2013, il est classé douzième.
L'autre passion d'Imboden est le hip-hop : il a effectué un stage dans une maison de disques, Fool's Gold, et se fait disc jockey à ses moments perdus. Repéré pendant les Jeux olympiques de Londres, il mène également une carrière de mannequin.
Il remporte le Challenge International de Paris 2015 et 2016 et le grand prix d'Anaheim en 2018.
Aux Jeux panaméricains d'août 2019, Race Imboden remporte deux médailles, une médaille de bronze à l'épreuve individuelle et une médaille d'or à l'épreuve par équipes. Lors de la cérémonie de remise des médailles de cette dernière épreuve, il décide de s'agenouiller sur le podium lors des hymnes, comme d'autres sportifs américains l'ont fait avant lui, à commencer par le footballeur Colin Kaepernick. Ce geste est une marque de révolte contre la situation sociétale de son pays : « Racisme, contrôle des armes à feu, mauvais traitement des immigrants, et un président (Donald Trump) qui répand la haine sont les premières d'une longue liste. J'ai choisi de sacrifier mon moment sur le podium aujourd'hui (samedi) pour attirer l'attention sur des problèmes qui, selon moi, doivent être réglés. J'encourage les autres à utiliser les podiums, pour l'émancipation et le changement.  »,.
Il est en couple avec l'escrimeuse française Ysaora Thibus, rencontrée aux Jeux olympiques d'été de 2016. Début 2024, il prend du MK-2866 (autre nom de l'ostarine) de la marque ReceptorChem, compléments alimentaires achetés sur internet, et est à l'origine de la suspension temporaire d'Ysaora Thibus pour dopage à ce produit, qui agit au niveau de certains récepteurs qui vont augmenter la masse musculaire, mais n'est pas tout à fait comparable à de la testostérone, en ayant involontairement contaminée sa partenaire par le truchement de « fluides corporels ».